# Guanciale
Guanciale je specialita italské kuchyně, vyráběná z nasoleného a usušeného vepřového laloku. Kusy masa vážící přes jeden kilogram odřezané ze spodní části vepřové hlavy se i s kůží vcelku obalí v soli a černém pepři (může se také přidat cukr, drcený česnek, tymián obecný nebo chilli paprička) a pomalu se usuší na tmavém, chladném a dobře větraném místě. Guanciale je hotové po minimálně třech týdnech. Používá se ve studené i teplé kuchyni podobně jako pancetta, od které se liší vyšším obsahem tuku a výraznějším aromatem. Spolu s vejci je základní surovinou pro těstoviny alla Carbonara. Vyhlášeným producentem guanciale je městečko Amatrice (provincie Rieti), kde se z něj připravuje omáčka sugo all'amatriciana s rajčaty a sýrem pecorino.